# Superstarcie
Superstarcie (zapis stylizowany: SuperSTARcie) – polski program rozrywkowy emitowany w TVP2, oparty na norweskim formacie The Ultimate Entertainer.
Z uwagi na niską oglądalność powstała tylko jedna edycja programu.

## Zasady programu
W programie bierze udział 10 polskich wykonawców, którzy reprezentują różne nurty muzyczne. Każdy kolejny odcinek poświęcony jest innemu gatunkowi muzycznemu, a zadaniem uczestników jest przygotowanie własnej interpretacji wybranego dla nich utworu w tymże gatunku. Występy opiniuje komisja jurorska, w której skład wchodzą: dziennikarzy muzyczny Wojciech Mann, ekspert – przedstawiciel gatunku muzycznego oraz gość specjalny. Opinie jury mają jedynie charakter poglądowy, występy nie są przez nich punktowane. O eliminacji kolejnych uczestników programu decydują telewidzowie w głosowaniu SMS-owym. Wyniki głosowania wskazują zwycięzcę odcinka oraz uczestnika, który żegna się z programem.

## Jurorzy
| Odcinek | I juror       | II juror             | III juror           | Gatunek                     |
| ------- | ------------- | -------------------- | ------------------- | --------------------------- |
| 1       | Wojciech Mann | Marcin Bors          | Katarzyna Nosowska  | Rock                        |
| 2       | Wojciech Mann | Katarzyna Zielińska  | Wojciech Kępczyński | Musical                     |
| 3       | Wojciech Mann | Sonia Bohosiewicz    | Liroy               | Hip-hop                     |
| 4       | Wojciech Mann | Szymon Majewski      | Kayah               | Pop                         |
| 5       | Wojciech Mann | Bartosz Opania       | Urszula Dudziak     | Jazz                        |
| 6       | Wojciech Mann | Magdalena Schejbal   | Halina Mlynkova     | Muzyka folkowa              |
| 7       | Wojciech Mann | Grzegorz Skawiński   | Aleksandra Kurzak   | Muzyka elektroniczna, opera |
| 8       | Wojciech Mann | Małgorzata Ostrowska | Dariusz Malejonek   | Reggae, muzyka festiwalowa  |
| 9       | Wojciech Mann | Maria Sadowska       | Ireneusz Dudek      | Blues, funk, muzyka filmowa |
| 10      | Wojciech Mann | Maryla Rodowicz      | Izabella Miko       | Soul                        |

## Uczestnicy
| Miejsce | Numer | Uczestnik                 |
| ------- | ----- | ------------------------- |
| 1.      | 10    | Natasza Urbańska          |
| 2.      | 1     | Rafał Brzozowski          |
| 3.      | 9     | Tomasz „Titus” Pukacki    |
| 4.      | 6     | Mieczysław Szcześniak     |
| 5.      | 8     | Monika Borzym             |
| 6.      | 3     | Adam Sobierajski          |
| 7.      | 7     | Ramona Rey                |
| 8.      | 2     | Reni Jusis                |
| 9.      | 5     | Stanisław Karpiel-Bułecka |
| 10.     | 4     | Katarzyna Wilk            |

## Oglądalność
| Odcinek | I edycja                         |
| ------- | -------------------------------- |
| 1       | 1 105 093 (3 października 2014)  |
| 2       | 1 058 120 (10 października 2014) |
| 3       | 942 219 (17 października 2014)   |
| 4       | (24 października 2014)           |
| 5       | (31 października 2014)           |
| 6       | (7 listopada 2014)               |
| 7       | (14 listopada 2014)              |
| 8       | (21 listopada 2014)              |